# Municipio de Quincy (Iowa)
El municipio de Quincy (en inglés: Quincy Township) es uno de los doce municipios ubicados en el condado de Adams en el estado estadounidense de Iowa. En el año 2000 el municipio tenía una población de 1979 habitantes y una densidad poblacional de 22,5 personas por km². Además, contiene una ciudad en su territorio, Corning, que es la sede de condado.

## Geografía
El municipio de Quincy se encuentra ubicado en las coordenadas 41°01′42″N 94°45′45″O / 41.02833, -94.76250..